# Abdul Majeed Didi
Abdul Majeed (Dhivehi އަލްއަމީރު އަބްދުލްމަޖީދު ރައްނަބަނޑޭރި ކިލެގެފާނު; Al Ameeru Abdul Majeed Rannabandeyri Kilegefaanu, geb. 29. August 1873, Malé; gest. 21. Februar 1952, Navaloka Hospital, Colombo, Dominion of Ceylon) war Sultan der Malediven von 1944 bis 1952. In dieser Zeit waren die Malediven ein britisches Protektorat. Didi gilt als Reformer und als „Vater der modernen Malediven“ („the father of the modern Maldives“).

## Bedeutung
Abdul Majeed sprach fließend Dhivehi, Urdu, Englisch, Arabisch und Singalesisch. Er vertbrachte die meiste Zeit seines Lebens in Ägypten. Während der Regierungszeit seines Vaters Ibraahim Dhoshimeynaa Kilegefaan war er stellvertretender Premierminister und diente als Premierminister unter Sultan Muhammad Shamsuddeen III. (1926–1932). In seiner eigenen Regierungszeit war sein Sohn, Prinz Hassan Fareed Didi als Führer des Executive Council besonders einflussreich. Nach seinem Tod erklärten sich die Malediven erstmals zu einer Kurzlebigen Republik unter der pro-sozialistischen Regierung von Präsident Muhammad Amin Didi. Abdul Majeed entwarf auch die Flagge der Malediven.
Sultan Majeed Didi starb am 21. Februar 1952 in Ceylon. Die erste Schule der Malediven, die Majeediyya School, wurde nach ihm benannt.

## Familie
Er war verheiratet (Dhon Didi). Bekannte Kinder sind Muhammad Fareed Didi, Hassan Farid Didi und Ibrahim Fareed Didi.